# Liste der ISS-Kommandanten
Die Liste der ISS-Kommandanten führt alle bisherigen Kommandanten der Internationalen Raumstation auf.

## Expeditionen und Kommandanturen
Seit der Inbetriebnahme der Internationalen Raumstation im Herbst 2000 besteht deren Stammbesatzung aus einer wechselnden Anzahl von Personen – seit 2021 sind es sieben –, darunter der ISS-Kommandant als Leiter der Mannschaft. Der Betrieb der Raumstation ist in „Expeditionen“ genannte Zeiträume unterteilt. Das ISS-Kommando wird jeweils kurz vor Ende einer Expedition in einer traditionellen Zeremonie an den nächsten Kommandanten übergeben (change of command). Durch diesen Übergabezeitpunkt vor Expeditionsende – nicht immer am letzten Tag – sind die Zeiträume der Kommandanturen und Expeditionen ähnlich, aber nicht identisch.
Bis zur Expedition 12 dauerte eine Expedition und damit auch eine Kommandantur etwa sechs Monate, wobei zunächst drei, später zwei Besatzungsmitglieder gemeinsam zur ISS flogen und auch wieder gemeinsam von dort zurückkehrten. Als die Besatzungsstärke mit der ISS-Expedition 13 wieder auf drei Raumfahrer vergrößert wurde, gelangte das dritte Besatzungsmitglied unabhängig von den beiden mit einem Space Shuttle zur ISS und gehörte in Überlappungszeiten zu zwei Expeditionen nacheinander. In diesen Fällen war ein ISS-Raumfahrer schon früher an Bord als sein späterer Kommandant.
Von der Expedition 20 bis zur Expedition 63 (2009–2020) bestand die ISS-Besatzung im Normalfall aus sechs Personen, und jeder Raumfahrer nahm an zwei aufeinanderfolgenden Expeditionen teil. Obwohl die Flugdauer der Raumfahrer nach wie vor etwa sechs Monate betrug, verkürzte sich die Expeditionsdauer und damit auch die Dauer des Kommandos auf etwa zwei bis vier Monate. Mit der Expedition 63 wurde die Dauer der Expeditionen und Kommandanturen auf etwa ein halbes Jahr verlängert; gleichzeitig vergrößerte sich die Stammbesatzung von sechs auf sieben Personen. Außerdem werden seitdem auch zwei bis fünf Wochen lange Kurzkommandanturen eingeschoben, sodass mehr Raumfahrer die Möglichkeit zu einer Kommandantur erhalten.

## Liste der Kommandanten
Es ist jeweils der Tag der offiziellen Kommandoübergabe in US-amerikanischer Zeit (meist EDT/EST) oder koordinierter Weltzeit (UTC) angegeben. Da keine Uhrzeiten berücksichtigt sind, kann die tatsächliche Dauer der Kommandanturen um einen Tag von den angegebenen Zeitspannen abweichen.
Zur Vereinfachung sind die Kommandanten nur den Expeditionen zugeordnet, in die der weitaus überwiegender Teil ihrer Amtszeit fällt. Tatsächlich übernahmen sie das Kommando jeweils schon kurz vor Ablauf der vorausgehenden Expedition. Bei Raumfahrern, die mehrere Expeditionen leiteten, ist die Kommandantur durchnummeriert.
| Exp. | Name                    | 234Staat1234 | Beginn        | Tage ± 1 | Kommentar |  |
| ---- | ----------------------- | ------------ | ------------- | -------- | --- |  |
| 1    | William Shepherd        | USA          | 2. Nov. 2000  | 137      | erster Kommandant der ISS, Besatzung bestand aus drei Personen |  |
| 2    | Juri Ussatschow         | Russland     | 19. März 2001 | 151      | |  |
| 3    | Frank Culbertson        | USA          | 17. Aug. 2001 | 117      | |  |
| 4    | Juri Onufrijenko        | Russland     | 12. Dez. 2001 | 180      | früherer Mir-Kommandant (1996) |  |
| 5    | Waleri Korsun           | Russland     | 10. Juni 2002 | 172      | früherer Mir-Kommandant (1996–97) |  |
| 6    | Ken Bowersox            | USA          | 29. Nov. 2002 | 155      | |  |
| 7    | Juri Malentschenko      | Russland     | 3. Mai 2003   | 174      | Besatzung wurde nach der Columbia-Katastrophe auf zwei Personen verkleinert. |  |
| 8    | Michael Foale           | USA          | 24. Okt. 2003 | 185      | |  |
| 9    | Gennadi Padalka (1)     | Russland     | 26. Apr. 2004 | 179      | einziger Raumfahrer mit vier Kommandanturen |  |
| 10   | Leroy Chiao             | USA          | 22. Okt. 2004 | 182      | |  |
| 11   | Sergei Krikaljow        | Russland     | 22. Apr. 2005 | 169      | |  |
| 12   | William S. McArthur     | USA          | 8. Okt. 2005  | 182      | |  |
| 13   | Pawel Winogradow (1)    | Russland     | 8. Apr. 2006  | 172      | Im Laufe der Expedition wurde die Besatzung wieder auf drei Personen vergrößert. |  |
| 14   | Michael López-Alegría   | USA          | 27. Sep. 2006 | 202      | |  |
| 15   | Fjodor Jurtschichin (1) | Russland     | 17. Apr. 2007 | 185      | |  |
| 16   | Peggy Whitson (1)       | USA          | 19. Okt. 2007 | 181      | erste Frau als ISS-Kommandant |  |
| 17   | Sergei Wolkow           | Russland     | 17. Apr. 2008 | 188      | erster Raumfahrer, der bei seinem Erstflug ein ISS-Kommando übernahm |  |
| 18   | Michael Fincke          | USA          | 22. Okt. 2008 | 162      | |  |
| 19   | Gennadi Padalka (2)     | Russland     | 2. Apr. 2009  | 57       | Erster Raumfahrer, der ein zweites ISS-Kommando übernahm. Vergrößerung der Mannschaft auf sechs Personen mit Expedition 20; das Kommando wechselt, wenn die Hälfte der Besatzung ausgetauscht wird. |  |
| 20   | Gennadi Padalka (2)     | Russland     | 29. Mai 2009  | 133      | Erster Raumfahrer, der ein zweites ISS-Kommando übernahm. Vergrößerung der Mannschaft auf sechs Personen mit Expedition 20; das Kommando wechselt, wenn die Hälfte der Besatzung ausgetauscht wird. |  |
| 21   | Frank De Winne          | Belgien      | 9. Okt. 2009  | 46       | erster belgischer und erster ESA-Kommandant |  |
| 22   | Jeffrey Williams (1)    | USA          | 24. Nov. 2009 | 113      | |  |
| 23   | Oleg Kotow (1)          | Russland     | 17. März 2010 | 75       | |  |
| 24   | Alexander Skworzow      | Russland     | 31. Mai 2010  | 114      | |  |
| 25   | Douglas Wheelock        | USA          | 22. Sep. 2010 | 63       | |  |
| 26   | Scott Kelly (1)         | USA          | 24. Nov. 2010 | 110      | |  |
| 27   | Dmitri Kondratjew       | Russland     | 14. März 2011 | 69       | |  |
| 28   | Andrei Borissenko       | Russland     | 22. Mai 2011  | 115      | |  |
| 29   | Mike Fossum             | USA          | 14. Sep. 2011 | 67       | |  |
| 30   | Dan Burbank             | USA          | 20. Nov. 2011 | 157      | |  |
| 31   | Oleg Kononenko (1)      | Russland     | 25. Apr. 2012 | 65       | |  |
| 32   | Gennadi Padalka (3)     | Russland     | 29. Juni 2012 | 78       | erster Raumfahrer, der ein drittes ISS-Kommando übernahm |  |
| 33   | Sunita Williams (1)     | USA          | 15. Sep. 2012 | 63       | |  |
| 34   | Kevin Ford              | USA          | 17. Nov. 2012 | 116      | |  |
| 35   | Chris Hadfield          | Kanada       | 13. März 2013 | 60       | erster kanadischer Kommandant |  |
| 36   | Pawel Winogradow (2)    | Russland     | 12. Mai 2013  | 120      | |  |
| 37   | Fjodor Jurtschichin (2) | Russland     | 9. Sep. 2013  | 62       | |  |
| 38   | Oleg Kotow (2)          | Russland     | 10. Nov. 2013 | 119      | |  |
| 39   | Kōichi Wakata           | Japan        | 9. März 2014  | 64       | erster japanischer Kommandant |  |
| 40   | Steven Swanson          | USA          | 12. Mai 2014  | 120      | |  |
| 41   | Maxim Surajew           | Russland     | 9. Sep. 2014  | 60       | |  |
| 42   | Barry Wilmore           | USA          | 8. Nov. 2014  | 122      | |  |
| 43   | Terry Virts             | USA          | 10. März 2015 | 92       | |  |
| 44   | Gennadi Padalka (4)     | Russland     | 10. Juni 2015 | 87       | einziger Raumfahrer mit vier Kommandanturen |  |
| 45   | Scott Kelly (2)         | USA          | 5. Sep. 2015  | 97       | Langzeitaufenthalt |  |
| 46   | Scott Kelly (2)         | USA          | 11. Dez. 2015 | 80       | Langzeitaufenthalt |  |
| 47   | Timothy Kopra           | USA          | 29. Feb. 2016 | 109      | |  |
| 48   | Jeffrey Williams (2)    | USA          | 17. Juni 2016 | 80       | |  |
| 49   | Anatoli Iwanischin      | Russland     | 5. Sep. 2016  | 53       | |  |
| 50   | Shane Kimbrough         | USA          | 28. Okt. 2016 | 163      | |  |
| 51   | Peggy Whitson (2)       | USA          | 9. Apr. 2017  | 53       | nahm nach ihrer Kommandantur als Bordingenieurin an der Expedition 52 teil |  |
| 52   | Fjodor Jurtschichin (3) | Russland     | 1. Juni 2017  | 92       | |  |
| 53   | Randolph Bresnik        | USA          | 1. Sep. 2017  | 103      | |  |
| 54   | Alexander Missurkin     | Russland     | 13. Dez. 2017 | 75       | |  |
| 55   | Anton Schkaplerow (1)   | Russland     | 26. Feb. 2018 | 95       | |  |
| 56   | Andrew Feustel          | USA          | 1. Juni 2018  | 124      | |  |
| 57   | Alexander Gerst         | Deutschland  | 3. Okt. 2018  | 76       | erster deutscher Kommandant |  |
| 58   | Oleg Kononenko (2)      | Russland     | 18. Dez. 2018 | 87       | Vertretung von Alexei Owtschinin als Kommandant der Expedition 58 nach Fehlstart von Sojus MS-10 |  |
| 59   | Oleg Kononenko (2)      | Russland     | 15. März 2019 | 101      | Vertretung von Alexei Owtschinin als Kommandant der Expedition 58 nach Fehlstart von Sojus MS-10 |  |
| 60   | Alexei Owtschinin (1)   | Russland     | 24. Juni 2019 | 100      | statt – wie ursprünglich geplant – Expedition 58 |  |
| 61   | Luca Parmitano          | Italien      | 2. Okt. 2019  | 126      | erster italienischer und erster südeuropäischer Kommandant |  |
| 62   | Oleg Skripotschka       | Russland     | 5. Feb. 2020  | 70       | |  |
| 63   | Chris Cassidy           | USA          | 15. Apr. 2020 | 188      | |  |
| 64   | Sergei Ryschikow (1)    | Russland     | 20. Okt. 2020 | 177      | Mit Inbetriebnahme der Crew Dragon wird die ISS-Besatzung auf sieben Personen vergrößert. |  |
| 65   | Shannon Walker          | USA          | 15. Apr. 2021 | 12       | bislang kürzestes ISS-Kommando |  |
| 65   | Akihiko Hoshide         | Japan        | 27. Apr. 2021 | 160      | |  |
| 66   | Thomas Pesquet          | Frankreich   | 4. Okt. 2021  | 33       | erster französischer Kommandant |  |
| 66   | Anton Schkaplerow (2)   | Russland     | 6. Nov. 2021  | 144      | |  |
| 67   | Thomas Marshburn        | USA          | 30. März 2022 | 35       | |  |
| 67   | Oleg Artemjew           | Russland     | 4. Mai 2022   | 147      | |  |
| 68   | Samantha Cristoforetti  | Italien      | 28. Sep. 2022 | 14       | erste nicht-US-amerikanische Frau als ISS-Kommandantin |  |
| 68   | Sergei Prokopjew        | Russland     | 12. Okt. 2022 | 349      | bislang längstes ISS-Kommando |  |
| 69   | Sergei Prokopjew        | Russland     | 12. Okt. 2022 | 349      | bislang längstes ISS-Kommando |  |
| 70   | Andreas Mogensen        | Dänemark     | 26. Sep. 2023 | 166      | erster dänischer Kommandant |  |
| 70   | Oleg Kononenko (3)      | Russland     | 10. März 2024 | 197      | |  |
| 71   | Oleg Kononenko (3)      | Russland     | 10. März 2024 | 197      | |  |
| 72   | Sunita Williams (2)     | USA          | 23. Sep. 2024 | 165      | |  |
| 72   | Alexei Owtschinin (2)   | Russland     | 7. März 2025  | 42       | |  |
| 73   | Takuya Ōnishi           | Japan        | 18. Apr. 2025 | 109      | |  |
| 73   | Sergei Ryschikow (2)    | Russland     | 5. Aug. 2025  |          | |  |